# Nelly Panizza
Nelly Virginia Panizza Gardoni (La Lucila, Vicente López, Argentina, 17 de marzo de 1929 - Buenos Aires, 30 de marzo de 2010), más conocida como Nelly Panizza, fue una actriz y cantante argentina.

## Carrera
Nacida en la localidad de La Lucila en el partido de Vicente López, provincia de Buenos Aires, luego estudió en el Conservatorio de Arte Escénico y se inició a principio de los años 40 como extra y luego con pequeños papeles en filmes como El fabricante de estrellas (1943), de Manuel Romero, La pequeña señora de Pérez (1944), con Mirtha Legrand, El que recibe las bofetadas (1947), con guiones de Alejandro Casona, etc. En 1953 fue consagrada como Mejor Actriz de Reparto por sus labores en Dock Sud y Mercado negro.
Protagonizó filmes como La muerte flota en el río (1956), de Augusto César Vatteone, Ensayo final (1955), junto a Alberto Closas y Del brazo con la muerte (1966), con 86 minutos de duración. Participó en 37 películas, entre ellas El último payador (1956), con Hugo del Carril, Sala de guardia (1952) y Ensayo final (1955), del reconocido Mario C. Lugones. Su carrera se vio interrumpida a fines de los 50, y reapareció en 1964 donde filmó Placeres conyugales y El octavo infierno. Actuó con Olga Zubarry en tres films, acompañó y besó a Vittorio Gassman en Un italiano en la Argentina (1965, prohibida para menores de 18 años), y dirigida por Dino Risi realizó un papel que le iba a ser dado a Zully Moreno. Después de su labor en Bicho raro fue convocada para realizar papeles menores y en films olvidados. Compartió cartel con Susana Giménez, Susana Campos, Soledad Silveyra y Víctor Bó.
Incursionó como cantante y participó de varios ciclos televisivos como Ceremonia secreta (1960), por Canal 9, el romance Mate para cuatro (1966), El gato (1976), con Rodolfo Bebán, Una escalera al cielo, El pulpo negro, encarnando a la señora Heredia, Alta comedia (1991), Yo soy porteño, Dulce Ana(1995), donde interpretó a La tía Julia Iturbe-Montalbán  entre otros, y en varias obras teatrales como Te casarás...Gaspar! (1952), en el Teatro Casino, Un ángel llamado Pérez (1962), con Beatriz Taibo, Juancito de la Ribera (1960), de Luis Sandrini o Los disfrazados (1975), en el Teatro General San Martín.
La Academia de Artes y Ciencias Cinematográficas de la Argentina le otorgó en 1953 el Premio a la Mejor Actriz de Reparto por sus roles en las películas Dock Sud y Mercado negro. En 2007 la Asociación de Cronistas Cinematográficos de la Argentina le otorgó un premio a su trayectoria. Fue encasillada generalmente en papeles de vampiresa del arrabal o en cancionista frecuentadora de tugurios del hampa.
Realizó su última aparición cinematográfica en 1987 en Mujer-mujer, de Bernardo Arias.  Se retiró de la actividad profesional tras un paso por la televisión: uno de sus últimos papeles en la pantalla chica fue el de abuela del personaje de Fabián Gianola en La panadería de los Felipe, de 2004, un proyecto del que, antes de empezar, había dicho: «Tengo mucha ilusión y alegría, porque vamos a poder mostrar una familia como las de antes, sin malas palabras ni mujeres desnudas». En 2007 la Asociación de Cronistas Cinematográficos le entregó un premio por su larga trayectoria.
En 2005, como culminación de su carrera, interpretó las obras Así es la vida y Los ojos llenos de amor en el teatro York, con motivo del centenario del partido de Vicente López, donde nació y creció. «En los últimos tiempos he recibido varios homenajes, y mejor que sean en vida, ¿no te parece? Cuando me invitaron a hacer estas obras en el lugar donde nací, pensé que era una buena manera de culminar mi carrera». Ese mismo año fue homenajeada por la Obra Social de Actores (OSA).
Retirada de la actividad artística, falleció a la edad de 81 años el 30 de marzo de 2010 en Buenos Aires tras una prolongada enfermedad. Sus restos fueron velados en Thames 1164 y posteriormente cremados. Descansa en el Panteón de Actores del cementerio de la Chacarita.

## Filmografía
- Mujer-Mujer (1987)
- Buenos Aires Tango (inédita - 1982)
- El divorcio está de moda (de común acuerdo) (1978)
- Te necesito tanto, amor (1976)
- Allá donde muere el viento (inédita - 1976)
- Hipólito y Evita (1973)
- Este loco... loco Buenos Aires (1973)
- Así es Buenos Aires (1971)
- Los mochileros (1970)
- Del brazo con la muerte (1966)
- Bicho raro (1965)
- Un italiano en la Argentina (1965)
- Esta noche mejor no (1965)
- El octavo infierno, cárcel de mujeres (1964)
- Placeres conyugales (1963)
- Campo arado (1959)
- El hombre que hizo el milagro (1958)
- Un centavo de mujer (1958)
- El diablo de vacaciones (inconclusa - 1957)
- La muerte flota en el río (1956)
- Surcos en el mar (1956)
- El último perro (1955)
- El barro humano (1955)
- Ensayo final (1955)
- El hombre que debía una muerte (1955)
- Sucedió en Buenos Aires (1954)
- Mujeres casadas (1954)
- El vampiro negro (1953)
- Mercado negro (1953)
- Dock Sud (1953)
- La mujer del león (1951)
- El zorro pierde el pelo (1950)
- Los pulpos (1948)
- Novio, marido y amante (1948)
- El que recibe las bofetadas (1947)
- La pequeña señora de Pérez (1944)
- El fabricante de estrellas (1943)